# Albizia odoratissima
Albizia odoratissima är en ärtväxtart som först beskrevs av Carl von Linné d.y., och fick sitt nu gällande namn av George Bentham. Albizia odoratissima ingår i släktet Albizia och familjen ärtväxter. Inga underarter finns listade i Catalogue of Life.

## Bildgalleri

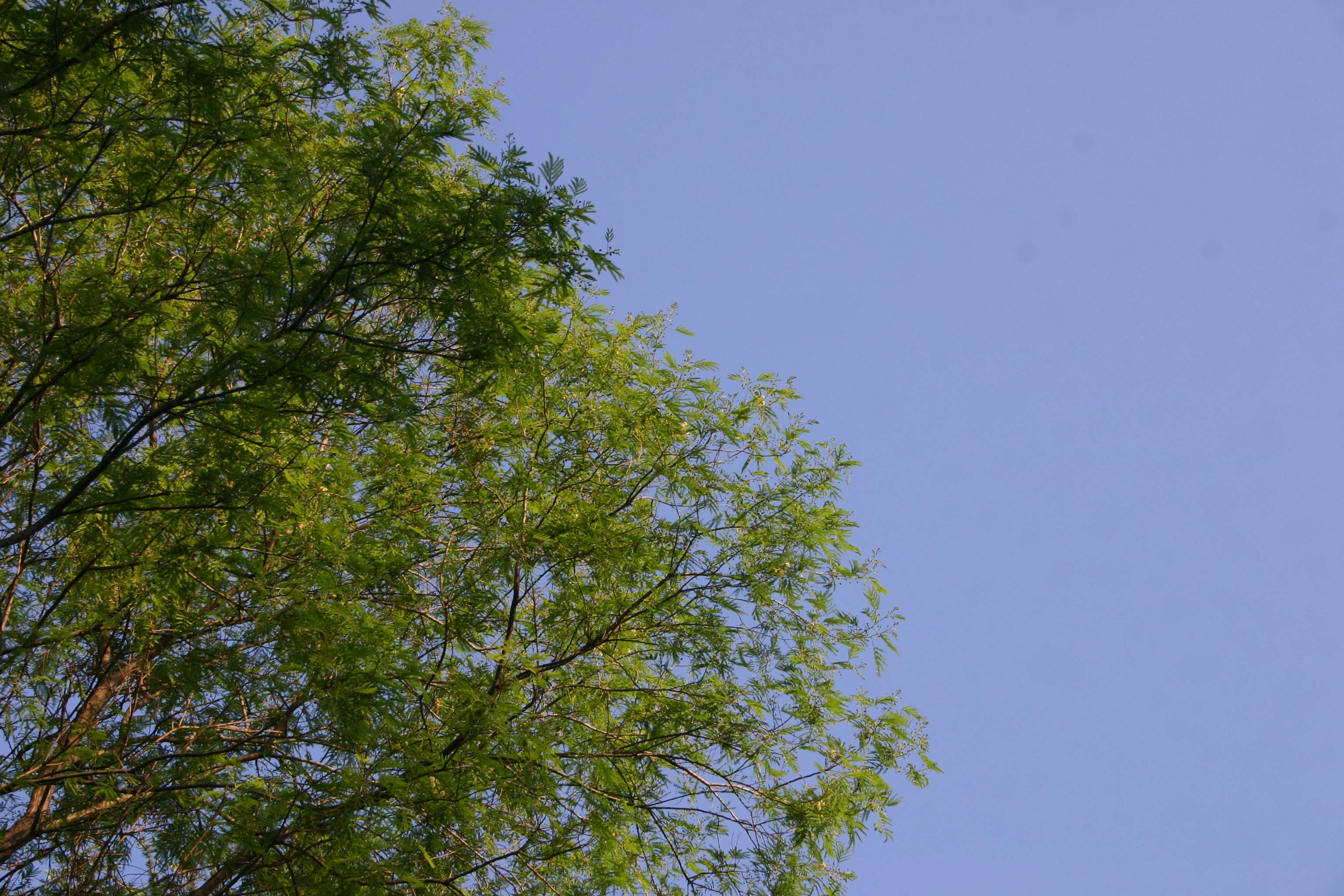
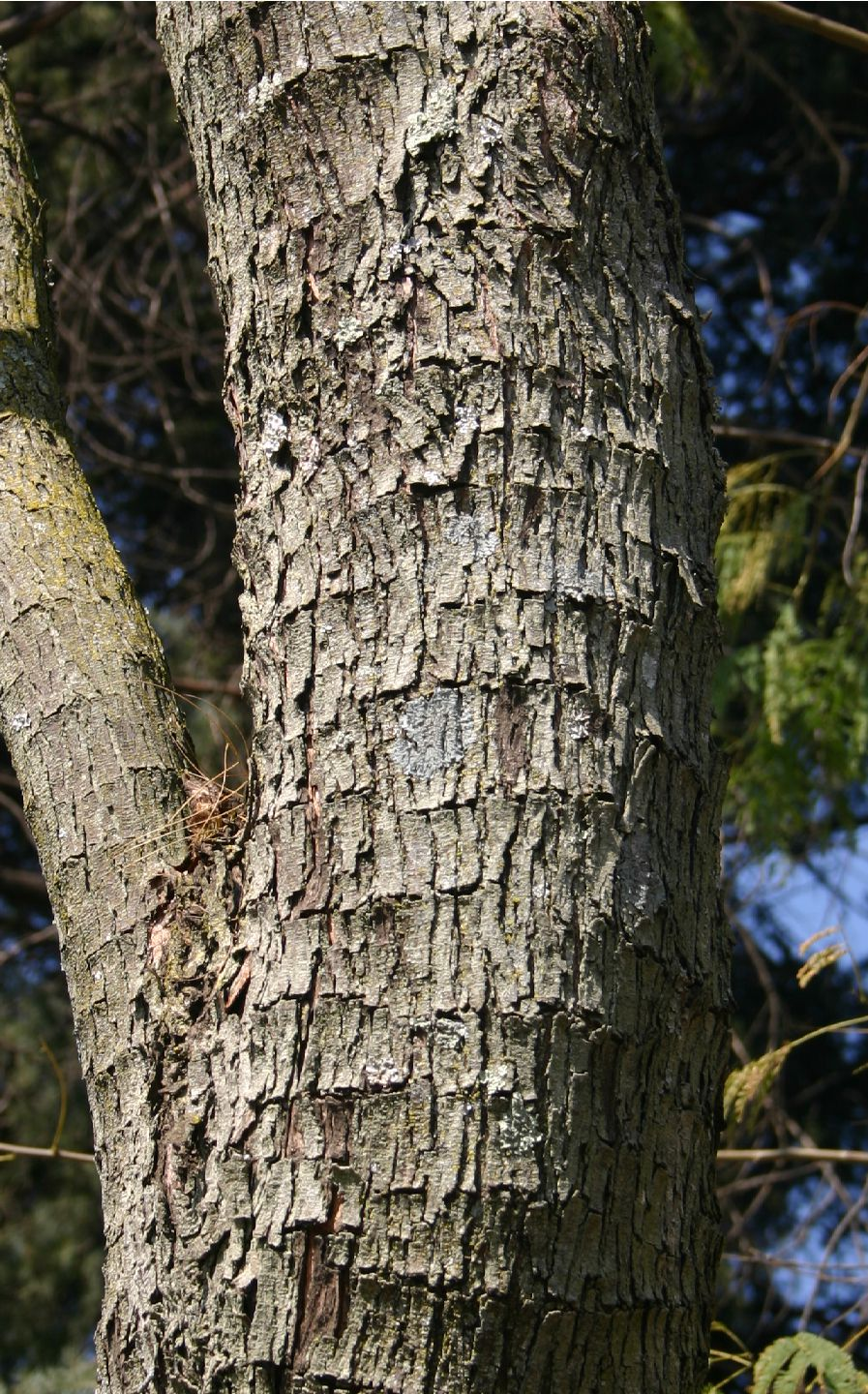
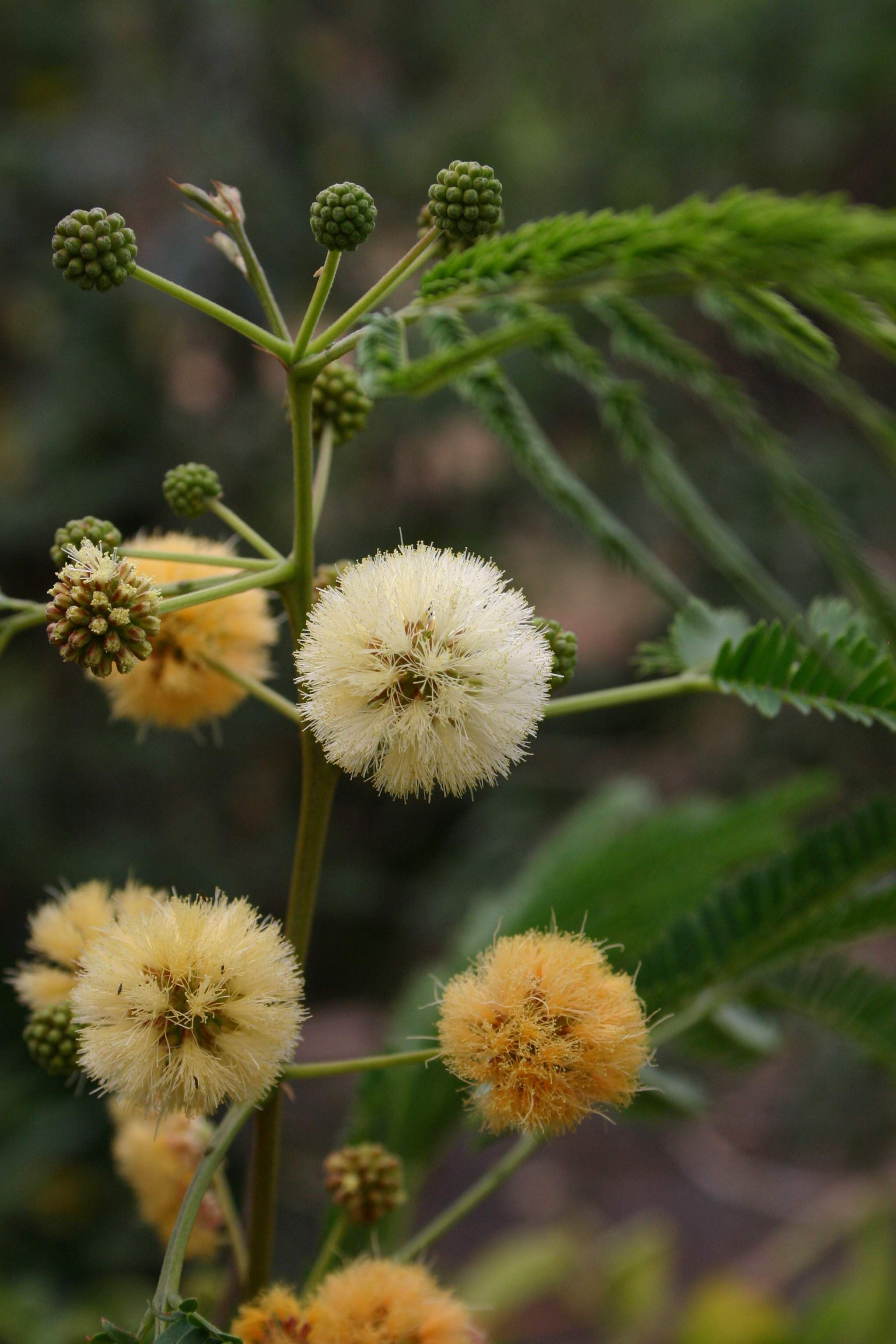
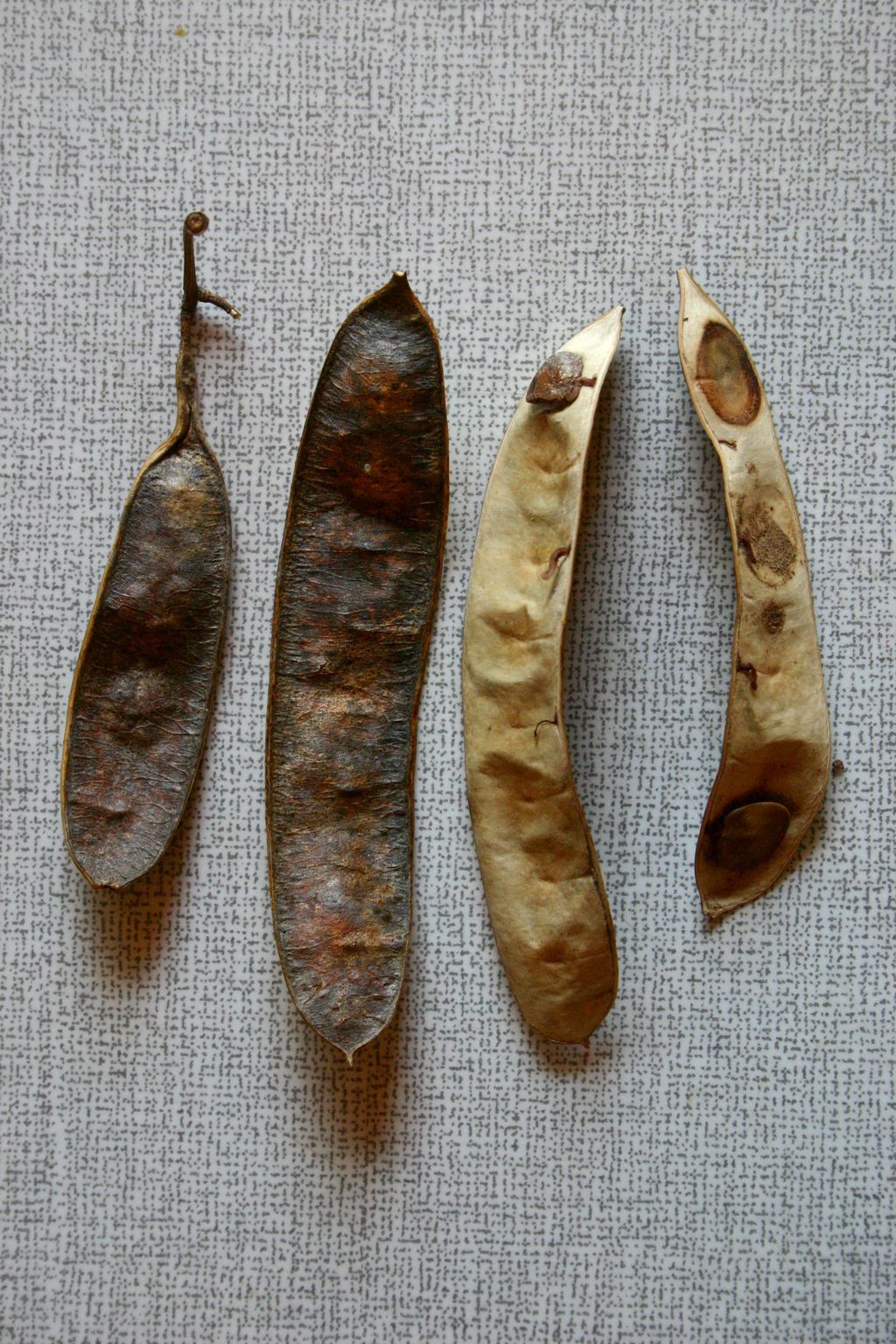
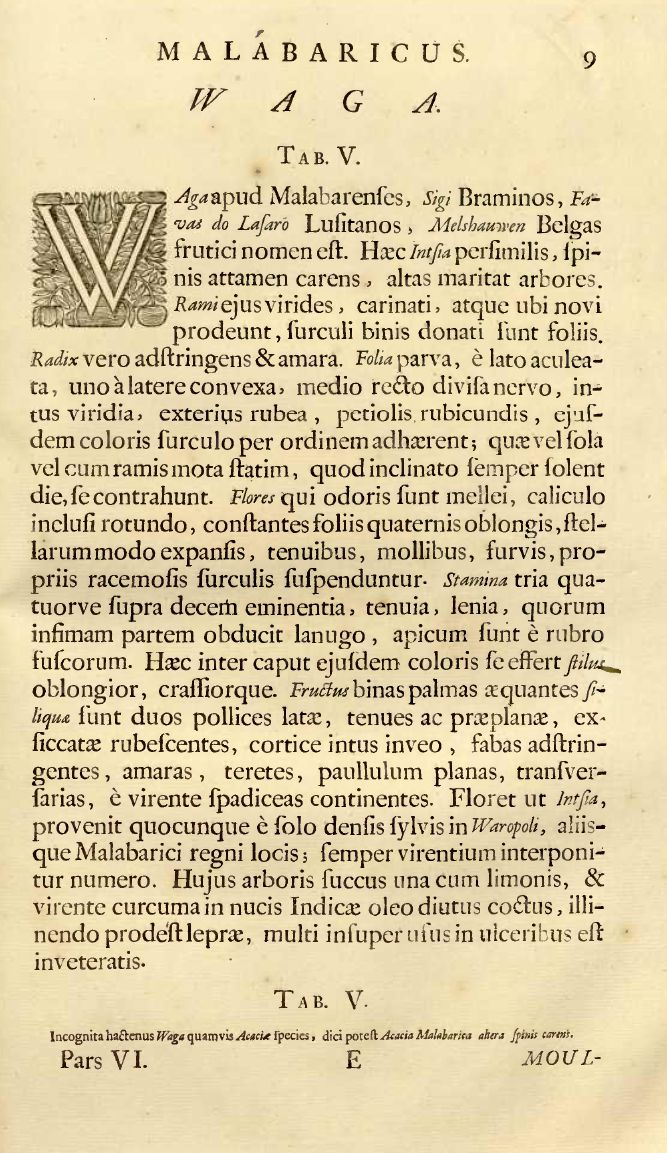
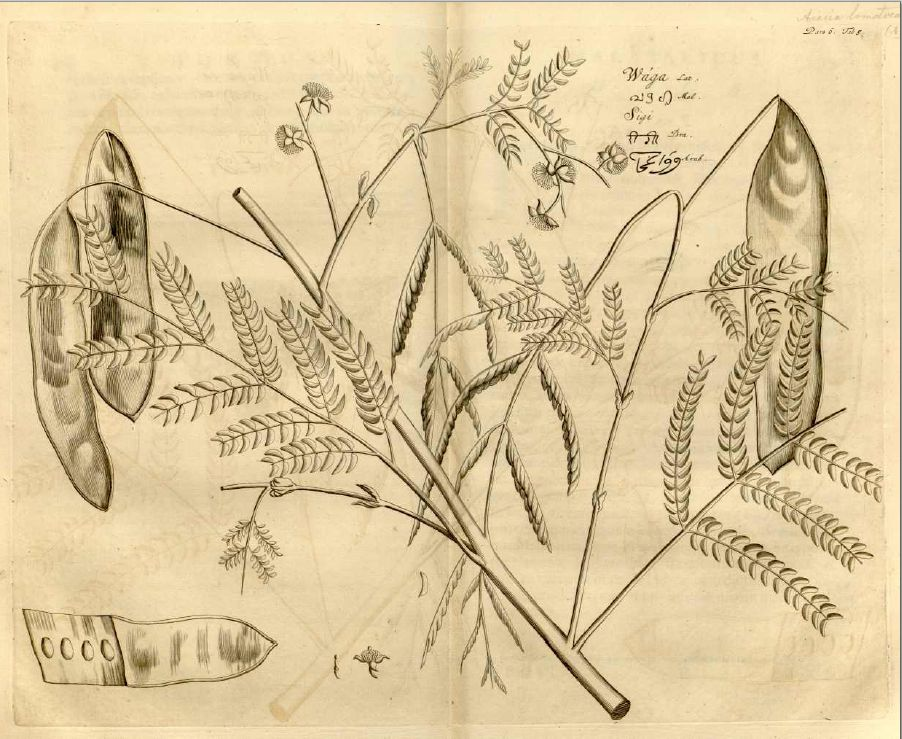